# Церна, Герберт
Ге́рберт Це́рна (н.-луж. Herbert Cerna, нем. Herbert Zerna, 9 сентября 1905 года, Горы, Нижняя Лужица, Германия — 24 октября 1955 года, деревня Попойце, Нижняя Лужица, Германская Демократическая Республика) — лютеранский священнослужитель, лужицкий краевед, фольклорист, режиссёр и драматург.

## Биография
Родился 9 сентября 1905 года в нижнелужицкой деревне Горы в смешанной немецко-серболужицкой семье. Его отец Мартин Церна работал с 1902 года в деревне Горы учителем. После окончания средней школы в Котбусе изучал теологию в Йене, Галле и Тюбингене. Получив теологическое образование, был викарием в Бурге в местном лютеранском приходе. С 1937 года по 1945 год служил в деревне Янсдорф и с 1945 года по 1949 год — в Ной-Цаухе. С 1949 года служил до своей смерти в деревне Попойце.
Будучи священником, занимался лужицким краеведением, этнографией и ономастикой. Публиковал свои статьи в различных серболужицких периодических изданиях. В 1930 году снял несколько короткометражных документальных фильмов, посвящённых культуре жителей серболужицких деревень в окрестностях Котбуса. В 1931 году написал пьесу «Moja domizna», которая была поставлена в Котбусе и нескольких серболужицких деревнях.

## Сочинения
- Dolnoserbska drastwa, 1929/30, документальный фильм, 3 минуты, совместно с режиссёром Владимиром Змешкалом;
- Dolna Łužyca, 1929/30, документальный фильм, 6 минут, совместно с режиссёром Владимиром Змешкалом,
- Serbski swěźen we Wětošowje, 1930, документальный фильм, 10 минут, совместно с режиссёром Владимиром Змешкалом,
- Kulowska gmejna, 1930/31, документальный фильм, 8 минут.
- Moja domizna, пьеса.

## Источник
- Биография на сайте Серболужицкого института